# Protetorado de Sarre
O Protetorado de Sarre (também denominado Sarre, Área de Sarre ou Região de Sarre) foi um território transfronteiriço entre a França e a Alemanha que foi temporariamente um Estado protetorado da França e, atualmente, como Estado Federal da Alemanha (Flächenland), denominado Sarre. O estado foi submetido pelos aliados vencedores a uma política de "desarmamento industrial" forçado após as duas guerras mundiais. Mais recentemente, entre 1947 e 1957, foi um Protetorado administrado pela França, na sequência da derrota da Alemanha Nazi na Segunda Guerra Mundial. O seu gentílico foi sarlandês(esa).
A região sobre o rio Sarre e os seus afluentes e vales é geograficamente "dobrada", com uma grande riqueza mineral, etnicamente alemã, economicamente importante, altamente industrializada com uma área bem desenvolvida por infra-estruturas de transporte, que foi um dos centros da Revolução Industrial no Império da Alemanha e que, como o Vale do Ruhr, fomentou a indústria de guerra alemã de 1800 até ao início da Segunda Guerra Mundial. Tal como a vizinha Ruhr, que foi fortemente bombardeada pelos  Aliados durante a campanha na Segunda Guerra Mundial.
O protetorado territorialmente corresponde ao atual estado alemão de Sarre, devido à devolução deste à Alemanha Ocidental, em 1 de janeiro de 1957. Após a Segunda Guerra Mundial, uma política de desarmamento industrial e dispersão dos trabalhadores da indústria foi oficialmente dotada pelos Aliados até 1951, e a região foi feita um protetorado francês em 1947, até às pressões da Guerra Fria para uma maior industrialização na Alemanha, o que permitiu renová-la, sendo entregue ao governo da Alemanha Ocidental em 1957. A região também foi ocupada pelos franceses durante as Guerras Napoleónicas, que definiu a forma moderna da Europa e da região.